# 托马斯·普鲁格
托马斯·普鲁格（德語：Thomas Prugger，1971年10月23日—），意大利男子单板滑雪运动员。他曾代表意大利参加1998年冬季奥林匹克运动会单板滑雪比赛，获得男子大回转银牌。